# Мечеу
Мечеу (рум. Măceu) — село у повіті Хунедоара в Румунії. Входить до складу комуни Бретя-Ромине.
Село розташоване на відстані 280 км на північний захід від Бухареста, 23 км на південь від Деви, 132 км на південь від Клуж-Напоки, 136 км на схід від Тімішоари.

## Населення
За даними перепису населення 2002 року у селі проживали 366 осіб, усі — румуни. Усі жителі села рідною мовою назвали румунську.